# Intrig (narratologi)
Intrig (även sujett eller plot) är inom narratologi handlingen i en berättelse (i till exempel en roman eller film) i den ordning den berättas i själva texten. Fabeln, handlingen som en från texten abstraherad kronologisk följd av händelser, framstår ofta som en kontrast till intrigen.